# Erwerb vom Nichtberechtigten
Der Erwerb vom Nichtberechtigten (oft vereinfachend: gutgläubiger Erwerb) ist ein in zahlreichen Rechtsordnungen anerkanntes Rechtsinstitut des Zivilrechts. Die gesetzlichen Regeln schützen dabei ausnahmsweise nicht das Recht an einer Sache, sondern den durch bloßen Besitz ausgelösten Rechtsschein des Rechts zum Besitz. Im Hauptanwendungsfall des Eigentumserwerbs bedeutet das, dass der Erwerber, der auf den Rechtsschein der Besitzlage vertraut, die den Veräußerer als Berechtigten ausweist, im Rahmen eines Verkehrsgeschäfts gutgläubig Eigentum an der Sache vom Nichtberechtigten erwirbt.
Der Rechtsschein schützt den Rechtsverkehr dahingehend, dass ein Dritter von einem Nichtberechtigten ein Recht erwerben kann, weil der Rechtsschein diesen als Berechtigten ausweist. Rechtspolitisch zielen die Vorschriften über den Erwerb vom Nichtberechtigten darauf ab, den Rechtsverkehr vor massenhaften Rückabwicklungen zu schützen. Der gutgläubige Erwerb ist also ein Instrument des Verkehrsschutzes.
Der Rechtsschein beweglichen Besitzes setzt den unmittelbaren oder mittelbaren Besitz des Veräußerers oder einer Geheißperson voraus, beziehungsweise eines der Veräußerung zustimmenden Dritten, den der Erwerber für den Eigentümer hält. In weiteren Fällen kann der Rechtsschein zum Besitz dadurch ausgelöst werden, dass der Besitz vom Veräußerer oder auf dessen Veranlassung hin erlangt wurde. Die Sache darf nicht abhandengekommen sein. Der Rechtsschein unbeweglichen Besitzes (Immobilien) setzt voraus, dass der Nichtberechtigte unrichtigerweise im Grundbuch eingetragen ist.
Beispiel: Der Käufer einer beweglichen Sache muss glauben, dass der anbietende Verkäufer Berechtigter, also Eigentümer ist, obgleich dieser in Wahrheit lediglich Mieter ist und die Sache deshalb in Besitz hält. Liegen die vom Gesetz geschützten Erwerbsvoraussetzungen vor, geht das Recht vom Inhaber auf den redlichen Erwerber über, der Erwerber erwirbt vom tatsächlich Nichtberechtigten. Der Erwerber ist vor der Inanspruchnahme des früheren tatsächlichen Rechtsinhabers geschützt, denn der hat sein Eigentum verloren. Zum Ausgleich erwirbt der frühere Eigentümer als Rechtsinhaber Ansprüche gegen den nichtberechtigten Veräußerer.
In Deutschland finden sich die wichtigsten Rechtsnormen zum Erwerb vom Nichtberechtigten in §§ 932 bis 936 BGB, die auf bewegliche Sachen zugeschnitten sind, und in §§ 891 bis 893 BGB, die Rechte an Grundstücken zum Gegenstand haben. Diese Vorschriften knüpfen an unterschiedliche Rechtsscheintatbestände an, die den Verfügenden als Inhaber des zu übertragenden Rechts ausweisen. Zu den bedeutendsten Rechtsscheintatbeständen zählen der Besitz und das Grundbuch.

## Entstehungsgeschichte

### Römisches Recht

#### Keine Anerkennung des rechtsgeschäftlichen Erwerbs vom Nichtberechtigten
Im römischen Recht konnten nur solche Rechte übertragen werden, die dem Veräußerer auch tatsächlich zustanden. Aus diesem Grund war es nicht möglich, durch Rechtsgeschäft von einem Nichtberechtigten zu erwerben. Dieses Rechtsprinzip wird mit dem römischen Rechtssatz „nemo plus iuris transferre potest quam ipse habet“ zum Ausdruck gebracht. Sinngemäß bedeutet er: „Niemand kann ein Mehr an Rechten auf einen anderen übertragen, als er selbst innehat.“
Ein gutgläubiger Eigentumserwerb war im römischen Recht insoweit nicht vorgesehen. Besitzverluste von Sachen berechtigten – aufgrund der nicht verlorenen Eigentümerstellung – zum Geltendmachung eines Herausgabeanspruchs (rei vindicatio) gegen den gegenwärtigen Besitzer (Vindikationsprinzip).

#### Erwerb kraft Ersitzung
Aus Sicht des Rechtsverkehrs führte das Vindikationsprinzip zu Unsicherheiten: Fielen Besitz und Eigentum für einen längeren Zeitraum auseinander, war es insbesondere bei beweglichen Sachen oft schwierig, zu erkennen, wer deren Eigentümer war. Im alltäglichen Geschäftsverkehr konnte der Rechtserwerber oftmals nicht überprüfen, ob der Veräußerer tatsächlich zur Rechtsübertragung berechtigt war. Bei jedem Veräußerungsvorgang stand der Erwerbsinteressent demnach vor dem Risiko, mangels Verfügungsbefugnis des Veräußerers kein Eigentum zu erwerben.
Aus diesem Grund wurde das Eigentumsrecht durch das Institut der Ersitzung (usucapio) beschränkt. Durch Ersitzung erwarb eine Person das Eigentum an einer Sache, wenn sie diese für einen längeren Zeitraum in Besitz hatte (possessio), einen Erwerbsgrund hatte (iusta causa) und den Vorbesitzer für verfügungsbefugt hielt (bona fides).
Durch Ersitzung wurde vermieden, dass Eigentums- und Besitzlage dauerhaft auseinanderfielen. Die Ersitzungsfristen des römischen Rechts waren deutlich kürzer als die heutigen: Für bewegliche Sachen galt eine einjährige Ersitzungsfrist, für Grundstücke eine zweijährige.
Zwar gab es keinen redlichen Erwerb vom Nichtberechtigten, ein begrenzter Redlichkeitsschutz wurde aber durch das Ersitzungsrecht gewährleistet. Ausgeschlossen war die Ersitzung – ebenso wie im heutigen deutschen Recht – indessen bei Sachen, die ihrem Eigentümer durch furtum abhandengekommen waren, etwa durch Diebstahl oder Unterschlagung.

### Germanisches Recht

David Mevius

Dem germanischen Recht war das römische Verständnis von Eigentum als umfassende und ausschließliche rechtliche Gewalt über eine Sache fremd. Infolgedessen kannte es auch kein Vindikationsprinzip.
Ob eine Sache herausverlangt werden konnte, wurde durch die Gewere bestimmt. Die Gewere an einer beweglichen Sache hatte, wer die Sachherrschaft über diese ausübte. Hatte jemand eine Sache unfreiwillig verloren, konnte er wegen der Verletzung seiner früheren Gewere den gegenwärtigen Inhaber der Sachgewalt auf Herausgabe verklagen. Hatte er die Sache hingegen einem anderen freiwillig anvertraut, konnte er lediglich diesen auf Herausgabe verklagen, nicht aber Dritte, die zwischenzeitlich Sachherrschaft erlangt haben. Aus seiner früheren Gewere konnte er keine Rechte herleiten.
Für den Schutz der Gewere kam es also entscheidend darauf an, ob der Inhaber seine Sachherrschaft freiwillig oder unfreiwillig verloren hatte. Nur in letzterem Fall wurde er gegenüber dem gegenwärtigen Besitzer geschützt. Es galt also das Prinzip Hand wahre Hand: Wer seine Sache einem anderen anvertraut hatte, konnte sie nur von diesem herausverlangen, nicht aber von anderen Besitzern. Der Dritte war also vor einem Herausgabeverlangen des früheren Rechtsinhabers geschützt. Dieser Schutz war indessen lediglich ein prozessualer; ein dinglicher Rechtserwerb des Dritten war hiermit nicht verbunden.
Den Zweck des Hand-wahre-Hand-Prinzips erblickte der rezeptorisch tätige Jurist David Mevius im Schutz des Rechtsverkehrs. Dem Erwerber könne grundsätzlich nicht zugemutet werden, Nachforschungen über die tatsächliche Berechtigung des Veräußerers anzustellen.
Anders als das römische Recht zeichnet sich das germanische Recht also durch eine Unterscheidung zwischen anvertrauten und abhandengekommenen Sachen aus. Bei ersteren maß es dem Schutz des Rechtsverkehrs eine größere Bedeutung als dem Schutz des Inhabers zu. Bei letzteren setzte es den Schutz des Eigentümerinteresses durch.

### Mittelalterliche Rechtsbücher

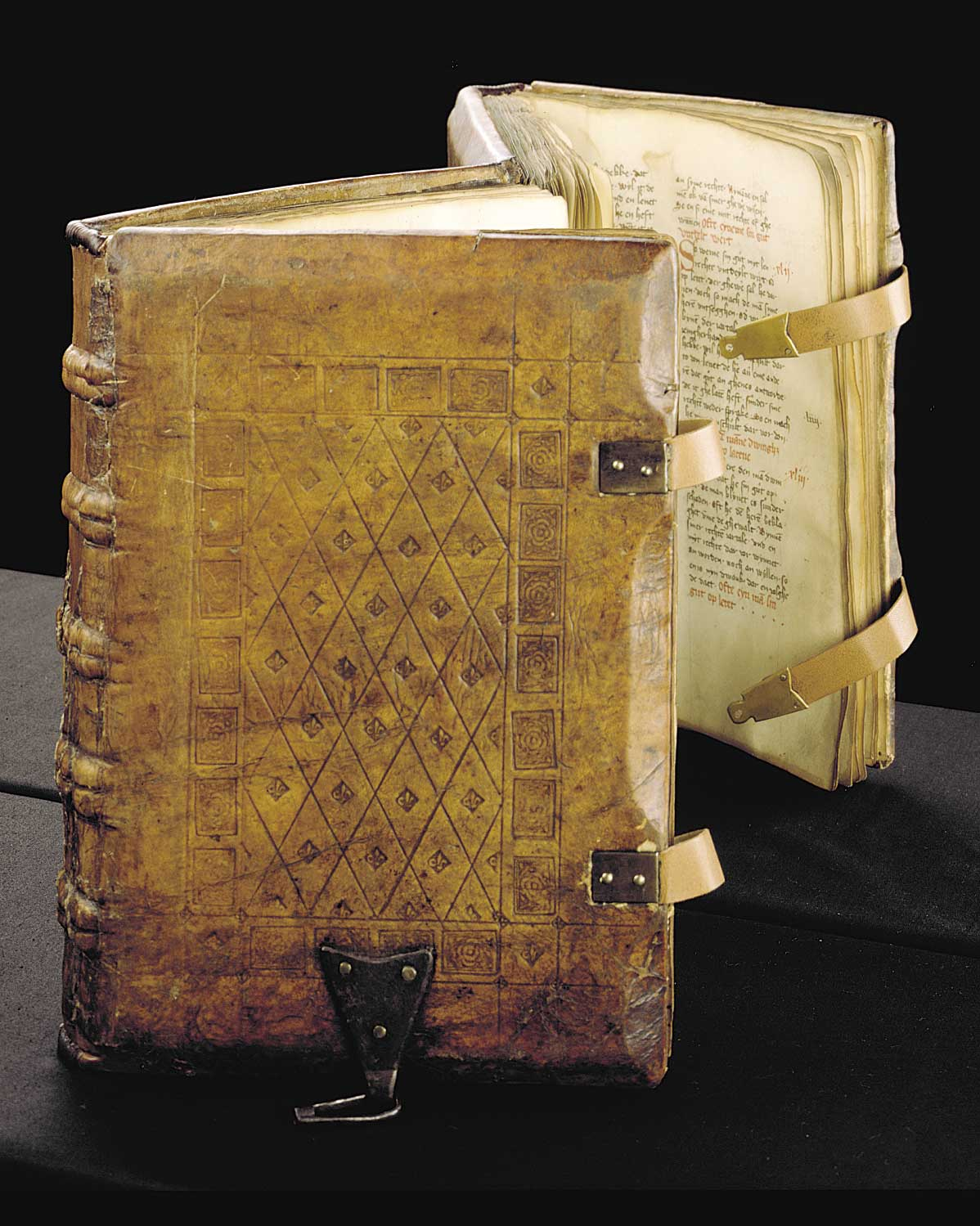
Sachsenspiegel-Handschrift von 1385 der Stadtbibliothek Duisburg

Das späte Hochmittelalter zeichnete sich durch die Entstehung zahlreicher Rechtsbücher aus. Hierzu zählt etwa der Sachsenspiegel des frühen 13. Jahrhunderts. Viele europäische Rechtsbücher griffen das Prinzip Hand wahre Hand auf. Verbreitet war es etwa im deutschen Sprachraum, in Frankreich, in Schweden, in den niederländischen Provinzen und in England. In Norwegen fand das Hand-wahre-Hand-Prinzip indessen keine Anwendung. Dort konnte der Eigentümer einer Sache diese von Dritten herausverlangen; unabhängig davon, ob er seinen Besitz freiwillig oder unfreiwillig verloren hatte.
Einige Rechtsordnungen, die dem Hand-wahre-Hand-Prinzip folgten, strebten einen stärkeren Schutz des Eigentümers an. Zu diesem Zweck billigten sie diesem ein Lösungsrecht zu. Dieses insbesondere in französischen und niederländischen Rechtsordnungen verbreitete Recht berechtigte den Eigentümer dazu, seine Sache von deren gegenwärtigem Besitzer herauszufordern, wenn er diesem den Kaufpreis ersetzte.

### Rezeption des römischen Rechts
Durch die Wiederentdeckung und Verbreitung spätantiker römisch-rechtlicher Aufzeichnungen im mittelalterlichen Norditalien, entwickelte sich über die Glossatoren und Kommentatoren die wissenschaftliche Aufarbeitung der Rechtstexte (sogenannte Rezeption des römischen Rechts). Damit fanden die römisch-rechtlichen Prinzipien Einlass in die vornehmlich kontinentaleuropäischen Rechtsordnungen, die mit den eigenen Rechtsgrundsätzen zum entstehenden Germanischen Recht verbunden wurden. In der Folge entstand auch die Vorstellung eines von der tatsächlichen Sachherrschaft losgelösten eigenständigen Eigentumsrechts nach römischem Vorbild.
Dies führte zu einer Ausweitung der Vindikation, durch die ein Herausgabeverlangen auf das Eigentumsrecht gestützt werden konnte. In Sachsen, Dänemark sowie in einigen süddeutschen Territorien verdrängte das Vindikationsprinzip das bisherige Hand-wahre-Hand-Prinzip. In anderen Gebieten wurde die Vindikation lediglich als Grundsatz anerkannt. Dort war sie zum Schutz des Rechtsverkehrs ausgeschlossen, wenn der Eigentümer die Sache einem anderen im Rahmen eines Vertragsverhältnisses überlassen hatte. Einige deutsche Staaten begründeten dies in Anlehnung an das römische Recht mithilfe der Ersitzung. Andere orientierten sich stärker am germanischen Recht und schufen Regelungen, die sich teilweise auf einen prozessualen Ausschluss der Herausgabeklage beschränkten, teilweise darüber hinausgehend einen gutgläubigen Eigentumserwerb anordneten.

### Neuzeitliche Kodifikationen
Im 18. und 19. Jahrhundert fassten viele Staaten ihr Privatrecht in umfangreichen Kodifikationen zusammen. Hierbei befassten sie sich auch mit dem Konflikt von Verkehrs- und Eigentumsschutz. Die meisten Rechtsordnungen entschieden diesen Konflikt im Grundsatz zugunsten des Verkehrsschutzes und erkannten die Möglichkeit des Erwerbs vom Nichtberechtigten an. Eine Ausnahme bildet Portugal, dessen Código Civil sich nach römisch-rechtlichem Vorbild dem reinen Vindikationsprinzip anschloss. Bei den Staaten, die den redlichen Erwerb im Grundsatz ermöglichten, kam es vor allem beim Grad des Gutglaubensschutzes zu Unterschieden.

#### Preußisches Allgemeines Landrecht

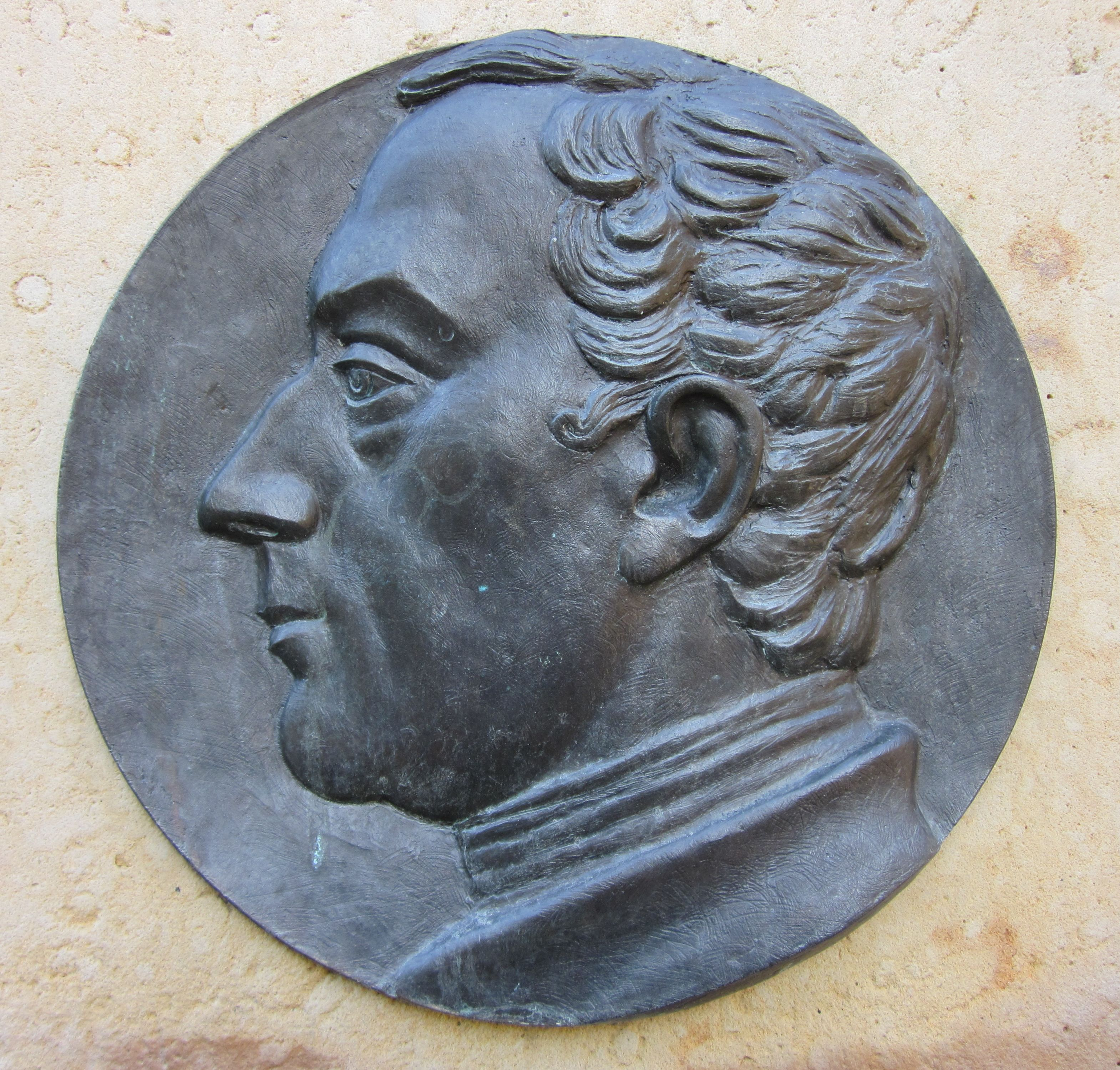
Porträtmedaillon von Svarez an einer Informationsstele im Luisenstädtischen Kirchpark in Berlin-Mitte

Das preußische Allgemeine Landrecht von 1794 wurde von seinem Verfasser Carl Gottlieb Svarez als Mittelweg zwischen römischem und germanischem Recht angesehen. Im Grundsatz folgte es dem Vindikationsprinzip und verzichtete auf die aus dem germanischen Recht bekannte Unterscheidung zwischen freiwillig und unfreiwillig verlorenen Sachen. Für ausgewählte Fälle sah das Landrecht allerdings zum Schutz des Rechtsverkehrs die Möglichkeit vor, auch von einem Nichtberechtigten Eigentum zu erwerben: Teilweise knüpften diese Fälle an die Erwerbsumstände (Erwerb bei öffentlicher Versteigerung, vom Kaufmann oder vom Fiskus) an, teilweise an den erworbenen Gegenstand (Geld und Inhaberpapiere) an.
In den übrigen Fällen verblieb das Eigentum beim Eigentümer, der seine Sache im Fall des Besitzverlusts vom gegenwärtigen Besitzer herausverlangen konnte. Hat dieser allerdings den Besitz an der Sache durch ein Rechtsgeschäft erlangt, bei dem er den Veräußerer für den Eigentümer hielt, durfte er die Herausgabe an den tatsächlichen Eigentümer verweigern, bis dieser ihm den Kaufpreis ersetzte, den er an den nichtberechtigten Veräußerer gezahlt hatte.

#### Code civil
Während der Ausarbeitung des französischen Code Civil (CC) von 1804 war umstritten, ob der Konflikt zwischen Eigentums- und Verkehrsschutz nach dem römischen Vindikationsprinzip oder nach dem germanischen Hand-wahre-Hand-Prinzip aufzulösen war. Im ersten Gesetzentwurf von 1792 setzten sich die Anhänger des Vindikationsprinzips durch, die dem Eigentümer einen unbeschränkten Herausgabeanspruch gegen den Besitzer der Sache zubilligten. Später gewann indessen die Gegenseite Oberhand, die sich aus Verkehrsschutzgründen am Hand-wahre-Hand-Prinzip orientierte.
Infolgedessen entstand Art. 2279 Abs. 1 CC, der bis heute als Art. 2276 Abs. 1 CC gültig ist. Hiernach ist die Vindikation einer beweglichen Sache ausgeschlossen, wenn der Besitzer den Besitz an dieser im Glauben erlangt, dass ihm die Sache vom Eigentümer übereignet wird. Diese Aussage ergänzt die vorherrschende Auffassung dahingehend, dass der Besitzer zudem das Eigentum an der Sache erwirbt. Gemäß Art. 2279 Abs. 2 CC (heute: Art. 2276 Abs. 2 CC) gilt dies indessen nicht für Sachen, die ihrem Eigentümer abhandengekommen sind. Diese können innerhalb dreier Jahre ab Abhandenkommen durch ihren Eigentümer herausverlangt werden. Gemäß Art. 2280 Abs. 1 CC (heute: Art. 2277 Abs. 1 CC) steht dem Besitzer in diesen Fällen allerdings ein Lösungsanspruch gegen den Eigentümer zu, wenn er die Sache von einem Kaufmann, auf einer Messe oder auf einem Markt erworben hat.

#### Allgemeines Bürgerliches Gesetzbuch
Das österreichische Allgemeine bürgerliche Gesetzbuch (ABGB) von 1812 geht grundsätzlich vom Vindikationsprinzip aus, weshalb es dem Eigentümer durch § 366 einen Herausgabeanspruch gegenüber dem Besitzer zuspricht. Zum Schutz des Rechtsverkehrs sieht es allerdings in § 367 ABGB die Möglichkeit vor, im Rahmen entgeltlicher Geschäfte gutgläubig Eigentum vom Nichtberechtigten zu erwerben.
Wesentliche Voraussetzung hierfür ist, dass eine der drei in § 367 ABGB genannten Fallkonstellationen vorliegt. Die Vorschrift unterscheidet zwischen drei Erwerbssituationen: Dem Erwerb durch öffentlichen Versteigerung, dem Erwerb vom Unternehmer und den Erwerb von einer Vertrauensperson des Eigentümers, beispielsweise einem Mieter, Entleiher oder Vorbehaltskäufer.
Die erstgenannten Varianten fußen darauf, dass der Erwerber in diesen Situationen besonders schutzwürdig ist. Die letztgenannte Variante begründet sich demgegenüber damit, dass der Eigentümer weniger schutzwürdig als der Erwerber ist, wenn er seine Sache aus der Hand gibt und dadurch einen Rechtsschein setzt; hierin zeigt sich deutlich das Hand-wahre-Hand-Prinzip.

#### Allgemeines Deutsches Handelsgesetzbuch
Auch das Allgemeine Deutsche Handelsgesetzbuch (ADHGB) von 1861 ermöglichte zum Schutz vor allem des kaufmännischen Handelsverkehrs Rechtsverkehrs einen Eigentumserwerb vom Nichtberechtigten. Bei dessen Entwicklung orientierten sich die Verfasser am österreichischen ABGB. Gemäß Art. 306 Abs. 1 ADHGB konnten Sachen, die von einem nichtberechtigten Kaufmann veräußert wurden, gutgläubig erworben werden. Dies galt nicht für Sachen, die ihren Eigentümern abhandengekommen waren. Wertpapiere konnten gemäß Art. 307 ADHGB auch von Nichtkaufleuten gutgläubig erworben werden.

#### Bürgerliches Gesetzbuch
In Anlehnung an das römische Vindikationsprinzip und das preußische Allgemeine Landrecht sah die 1874 einberufene 1. Kommission zur Ausarbeitung des BGB die Möglichkeit eines rechtsgeschäftlichen Eigentumserwerbs kraft guten Glaubens grundsätzlich nicht vor; eine Ausnahme sollte lediglich für Bargeld, Inhaberpapiere sowie für öffentlich versteigerte Sachen gelten, da der Rechtsverkehr in besonderem Maße auf deren Zirkulationsfähigkeit vertraute. Für andere Sachen wurde dem redlichen Erwerber lediglich ein Lösungsanspruch eingeräumt, kraft dessen er die Herausgabe an den Eigentümer verweigern durfte, bis dieser ihm Ersatz für den an den nichtberechtigten Veräußerer gezahlten Kaufpreis geleistet hatte. Ausdrücklich verworfen wurde eine unterschiedliche Behandlung anvertrauter und abhandengekommener Sachen, da Art und Weise des Besitzverlusts für den Zweck des redlichen Erwerbs – den Verkehrsschutz – unerheblich sei.
Im späteren Verlauf der Erörterungen wurde der durch diese Regelung gewährleistete Verkehrsschutz als zu schwach empfunden. Um das Vertrauen in den Rechtsverkehr zu stärken und die Abwicklung von Veräußerungen zu vereinfachen, entwickelte die Kommission daher Regelungen, nach denen Rechtspositionen unter bestimmten Umständen durch einen Dritten erworben werden können, obwohl sie dem Veräußerer nicht zustehen. Hierbei folgte sie dem Entschluss des 15. Deutschen Juristentags von 1880, der sich für einen weitergehenden gutgläubigen Erwerb aussprach. Infolgedessen ließ die Kommission einen gutgläubigen Eigentumserwerb an Sachen grundsätzlich zu. Bei der Entwicklung der entsprechenden Vorschriften orientierte sie sich an Art. 306 ADHGB, kombinierte also das römische Vindikationsprinzip mit dem Prinzip Hand wahre Hand.
Die 1890 einberufene 2. Kommission bestätigte die Regelungen der ersten Kommission im Wesentlichen und nahm lediglich geringe Änderungen vor. Sie verschob die Beweislast in Bezug auf den guten Glauben zugunsten des Erwerbers, beseitigte dessen Lösungsanspruch und präzisierte einige Vorschriften. Infolgedessen lässt das am 1. Januar 1900 in Kraft getretene BGB den Erwerb vom Nichtberechtigten zu, wenn dieser durch einen Rechtsschein gegenüber Dritten als Inhaber des Rechts erscheint und der Erwerber auf diesen Rechtsschein vertraut.

#### Zivilgesetzbuch
Im Schweizer Zivilgesetzbuch (ZGB) von 1912 ist ein gutgläubiger Erwerb beweglicher Sachen in Art. 714 Abs. 2, Art. 933 vorgesehen. Wie viele andere Rechtsordnungen differenziert das Schweizer Recht zwischen anvertrauten und abhandengekommenen Sachen. Nur bei ersteren ist ein sofortiger Erwerb möglich. Für letztere sieht Art. 934 ZGB allerdings einen begrenzten Erwerberschutz vor. Der Eigentümer darf eine abhandengekommene Sache nur fünf Jahre lang von jedem Erwerber zurückfordern. Ist diese Frist abgelaufen, kann er gegen den Erwerber nicht mehr vorgehen. Wird die Sache im Rahmen einer Versteigerung oder von einem Kaufmann erworben, kann sie vom Eigentümer gemäß Art. 934 Abs. 2 ZGB zudem nur gegen Zahlung des Kaufpreises, den der Erwerber entrichtet hat, herausverlangt werden.

## Anwendungsbereich der Vorschriften über den redlichen Erwerb
Die Vorschriften über den redlichen Erwerb sind primär bei der Veräußerung eines Gegenstands durch einen Nichtberechtigten von Bedeutung. Dort überwinden sie das Fehlen der Verfügungsbefugnis des Veräußerers. Bezüglich des Anwendungsbereichs der Vorschriften über den redlichen Erwerb gelten innerhalb der Rechtsordnungen, die einen solchen Erwerb anerkennen, im Wesentlichen die gleichen Grundprinzipien. Nachfolgend wird der Anwendungsbereich anhand der Vorschriften des deutschen Rechts beschrieben.

### Veräußerung durch einen Nichtberechtigten
Grundsätzlich kann nur derjenige ein dingliches Recht übertragen, der hierzu befugt ist. Diese Befugnis steht im Regelfall allein dem Rechtsinhaber zu. Dritte können diese Befugnis im Einzelfall durch Rechtsgeschäft oder Gesetz erhalten. Rechtsgeschäftlich kann die Verfügungsbefugnis durch Ermächtigung nach § 185 Abs. 1 BGB erteilt werden. Kraft Gesetzes erlangt etwa der Insolvenzverwalter bei Insolvenzeröffnung gemäß § 80 Abs. 1 InsO Verfügungsbefugnis über das Vermögen des Schuldners.
Unter bestimmten Voraussetzungen gestattet es das Gesetz, dass ein Erwerbsvorgang trotz fehlender Verfügungsbefugnis des Veräußerers als wirksam anerkannt wird.
Dies kommt zunächst in Betracht, wenn dem Veräußerer die Verfügungsbefugnis fehlt, weil ihm das zu übertragende Recht nicht zusteht. Dies ist der Hauptanwendungsfall der Vorschriften über den redlichen Erwerb.
Steht dem Veräußerer das zu übertragende Recht zu, kann ihm jedoch dennoch die Verfügungsbefugnis fehlen, etwa durch ein gesetzliches (§ 135 BGB) oder behördliches (§ 136 BGB) Verfügungsverbot oder durch die Eröffnung des Insolvenzverfahrens über sein Vermögen (§ 81 InsO). In diesen Fällen lässt das Gesetz einen redlichen Erwerb nur teilweise zu: So ist etwa ein redlicher Erwerb von Gegenständen des Schuldners in der Insolvenz gemäß § 81 Abs. 1 S. 2 InsO nur bei bestimmten Sachen möglich, die in öffentlichen Registern geführt werden. Bei gesetzlichen und behördlichen Verfügungsverboten ist ein redlicher Erwerb gemäß §§ 135 Abs. 2, 136 BGB nur dann möglich, wenn das jeweilige Verbot dem Schutz bestimmter Personen dienen, wenn es sich also um ein relatives Verfügungsverbot handelt. Dienen sie hingegen dem Schutz der Allgemeinheit, handelt es sich also wie etwa bei § 1365 Abs. 1 S. 2 BGB und § 40 Abs. 2 KGSG um absolute Verfügungsverbote, ist ein redlicher Erwerb ausgeschlossen.

### Subjektive Reichweite der Rechtskraft
Ferner sind die Vorschriften über den redlichen Erwerb im Zivilprozess für die Reichweite der Rechtskraft von Bedeutung: Grundsätzlich bindet ein Urteil gemäß § 325 Abs. 1 ZPO lediglich die am Verfahren beteiligten Parteien sowie deren Rechtsnachfolger. Dies gilt auch dann, wenn ein Dritter während eines rechtshängigen Prozesses die streitbefangene Sache redlich von der nichtberechtigten Verfahrenspartei erwirbt. In diesem Fall erstreckt sich die Rechtskraft des gegen den Veräußerer ergehenden Urteils auch auf den Erwerber. Gemäß § 325 Abs. 2 ZPO kommt es hierzu indessen nicht, wenn der Erwerber auch in Bezug auf die fehlende Rechtshängigkeit des Prozesses redlich ist.

## Allgemeine Voraussetzungen des Erwerbs vom Nichtberechtigten

### Vorliegen eines Rechtsscheintatbestands
Damit ein Recht von einem Nichtberechtigten erworben werden kann, muss aus Sicht des Erwerbers zunächst der Anschein bestehen, dass der Veräußerer dessen Inhaber ist. Beim Eigentumserwerb bedeutet dies, dass der Erwerber einen hinreichenden Anlass dafür haben muss, den Veräußerer für den Eigentümer zu halten. Dies ist der Fall, wenn ein Rechtsschein für die Berechtigung des Veräußerers spricht. Da dieser Rechtsschein die zentrale Voraussetzung des Rechtsverlusts des Inhabers zugunsten des redlichen Erwerbers ist, handelt es sich beim Erwerb vom Nichtberechtigten um eine Form der Rechtsscheinhaftung. Auch bezüglich der Struktur dieser Rechtsscheinhaftung gelten, soweit sie anerkannt ist, grenzüberschreitend weitgehend vergleichbare Grundannahmen; Unterschiede bestehen vor allem in Bezug auf die Ausgestaltung der einzelnen Rechtsscheinträger und bei der Abwägung zwischen Eigentümer- und Erwerber- bzw. Verkehrsinteressen. Als Anschauungsobjekt dienen nachfolgend primär die Normen des deutschen Rechts.

#### Geeignete Rechtsscheinträger
Eine Rechtsscheinhaftung setzt allgemein einen Rechtsscheinträger voraus, der sich eignet, bei Dritten ein Vertrauen auf einen bestimmten Umstand zu erwecken. Da der Erwerb vom Nichtberechtigten das Vertrauen in die Rechtsinhaberschaft schützen will, knüpft er an Rechtsscheinträger an, die den Eindruck vermitteln, dass eine Person Inhaber eines Rechts ist. Ein derartiger Anschein kann insbesondere durch Besitz, Erbschein oder durch einen Grundbucheintrag erzeugt werden.
Mit Ausnahme des Erbscheins beschränken sich die genannten Rechtsscheintatbestände auf Sachen. Ein redlicher Erwerb vom Nichtberechtigten kommt daher vor allem bei diesen in Frage. Bei Forderungen ist er demgegenüber regelmäßig ausgeschlossen, da für diese nur in Ausnahmefällen – etwa bei Beurkundung (§ 405 BGB), oder bei der hypothekarischen Besicherung (§ 1138 BGB) – ein hinreichend zuverlässiger Rechtsschein für deren Inhaberschaft besteht.

##### Besitz
Der Begriff Besitz bezeichnet die tatsächliche Herrschaft über eine Sache. Die Sachherrschaft ist aus Sicht des Rechtsverkehrs ein Indiz für die Eigentumslage, da nach allgemeiner Erfahrung grundsätzlich Eigentum und Besitz miteinander einhergehen. Diese Erfahrung spiegelt sich im Gesetz wider: Gemäß § 1006 Abs. 1 S. 1 BGB wird vermutet, dass derjenige, der eine Sache in Besitz hat, das Eigentum an dieser erworben hat. Vergleichbare Regelungen existieren in Österreich mit § 323 ABGB und in der Schweiz mit Art. 930 ZGB.
Diese Erwartung ist der Anknüpfungspunkt der Rechtsscheinhaftung: Der Erwerber kann bei der Übereignung einer Sache regelmäßig dann vom Eigentum des Veräußerers ausgehen, wenn dieser ihm die Sache übergibt oder die Übergabe veranlasst, wenn er ihm also den Besitz an der Sache verschaffen kann. Dies gilt jedenfalls dann, wenn kein stärkerer Rechtsschein existiert, etwa ein öffentlich geführtes Register über die Eigentumsverhältnisse.

##### Öffentlich geführte Register; insbesondere das Grundbuch
Das Grundbuch ist ein öffentlich geführtes Register, in dem Grundstücke mit den hieran bestehenden Rechten verzeichnet sind. Insbesondere protokolliert es die Eigentumslage an Grundstücken. Daher geht vom Grundbuch ein Rechtsschein aus: Gemäß § 891 BGB wird vermutet, dass (nur) die Rechte, die ins Grundbuch eingetragen sind, tatsächlich bestehen. Es spricht also ein öffentlicher Glaube für die Richtigkeit und Vollständigkeit des Grundbuchs. Dieser Rechtsschein ist aufgrund der formalisierten Verfahren, die mit der Registerführung verbunden sind, zuverlässiger als der bloße Besitz. Das Grundbuchverfahren ist in der Grundbuchordnung (GBO) detailliert ausgestaltet und soll eine fehlerfreie Eintragungspraxis gewährleisten. Beim Erwerb von Rechten an Liegenschaften ist daher nicht der Besitz, sondern das Grundbuch der maßgebliche Rechtsschein.
Vergleichbares gilt für andere Rechte, die in öffentlichen Registern verzeichnet sind, etwa das Eigentum an Schiffen, das im Schiffsregister eingetragen wird (vgl. § 15a SchiffRG).

##### Erbschein
Der Erbschein wird vom Nachlassgericht ausgestellt und gibt Auskunft darüber, wer als Erbe eines Verstorbenen gilt. Wie bei den Registern misst der Gesetzgeber dem Erbschein eine besondere Zuverlässigkeit bei, da der Erbschein im Rahmen eines formellen Verfahrens erstellt wird. Nach § 2365 BGB wird vermutet, dass die im Erbschein als Erbe angegebene Person Erbe ist. Ähnlich wie beim Grundbuch besteht damit auch beim Erbschein ein öffentlicher Glaube für dessen inhaltliche Richtigkeit.

#### Zurechenbarkeit des Rechtsscheins
Eine Rechtsscheinhaftung erfordert weiterhin grundsätzlich, dass der Rechtsschein demjenigen zurechenbar ist, der durch die Haftung einen Nachteil erleidet. Hierin kommt das Risiko- bzw. Veranlassungsprinzip zum Ausdruck, das eine wesentliche Grundlage der Rechtsscheinhaftung ist. Dessen Kerngedanke ist, dass nur denjenigen eine Vertrauenshaftung trifft, der für einen Vertrauenstatbestand verantwortlich ist. Verantwortlichkeit setzt kein Verschulden voraus. Es genügt, dass das Risiko, dass bei Dritten ein bestimmtes Vertrauen entsteht, aus dem Verantwortungsbereich des Betroffenen herrührt.
Deutlich kommt das Zurechenbarkeitskriterium bei den Rechtsscheinträger Besitz und Besitzverschaffungsmacht in § 935 Abs. 1 BGB zum Ausdruck. Hiernach kann das Eigentum an einer beweglichen Sache nicht redlich erworben werden, wenn der Eigentümer den unmittelbaren Besitz an dieser unfreiwillig verloren hat, etwa durch Diebstahl. Es setzt sich also lediglich der Eigentümer der Gefahr einer Rechtsscheinhaftung aus, der seinen unmittelbaren Besitz freiwillig aufgibt, indem er sie einem anderen übergibt. Denn hierdurch schafft er bewusst das Risiko, dass ein anderer als Eigentümer erscheint. Deshalb mutet man ihm den Verlust seines Eigentums an den redlichen Erwerber zu, wenn derjenige, dem die Sache übergeben wurde, sich illoyal verhält und die Sache weiterveräußert.
Anders verhält es sich beim Erbschein und beim Grundbucheintrag, bei denen das Gesetz auf ein Zurechnungskriterium verzichtet und dadurch eine reine Rechtsscheinhaftung begründet. Dies rechtfertigt sich dadurch, dass diese Rechtsscheinträger durch staatliche Stellen in formalisierten Verfahren geschaffen werden und sich daher im Vergleich zum bloßen Besitz durch eine größere Zuverlässigkeit auszeichnen. In diesen Fällen kann der Rechtsinhaber die Rechtsscheinhaftung abwenden, indem er den Rechtsschein zerstört, etwa indem er gemäß § 899 BGB Widerspruch gegen eine unrichtige Grundbucheintragung einlegt.

### Redlichkeit des Erwerbers
Kehrseite des Rechtsscheins auf der Veräußererseite ist die Redlichkeit auf Erwerberseite. Eine Rechtsscheinhaftung setzt voraus, dass der Erwerber auf die Richtigkeit des Rechtsscheins vertraut.
Die Anforderungen, die im Einzelfall an das Vertrauen anzulegen sind, variieren je nach Rechtsscheinträger. Sie hängen von der Stärke des jeweiligen Rechtsscheins ab: Im Mobiliarsachenrecht, das mit dem Besitz an einen vergleichsweise schwachen Rechtsschein anknüpft, fehlt es an der Redlichkeit, wenn der Erwerber das fehlende Eigentum des Veräußerers kennt oder grob fahrlässig verkennt. Bei den stärkeren Rechtsscheinträgern Grundbuch und Erbschein ist der Erwerber demgegenüber erst unredlich, wenn er um deren Unrichtigkeit weiß. Grobe Fahrlässigkeit ist in diesem Bereich also unschädlich.

### Kausalität
Die Rechtsscheinhaftung erfordert weiterhin, dass das Vertrauen des Erwerbers auf die Richtigkeit des Rechtsscheins ursächlich für den Erwerbsvorgang ist. Wie stark diese Kausalität ausgeprägt sein muss, hängt von der Stärke des jeweiligen Rechtsscheins ab: Bei vergleichsweise schwachen Rechtsscheinen muss der Erwerber Kenntnis vom konkreten Rechtsscheinträger erlangen. So gestattet etwa § 405 BGB den Forderungserwerb vom Nichtberechtigten nur dann, wenn dieser die Urkunde, die ihn als Forderungsinhaber ausweist, dem Erwerber vorlegt. Fungiert demgegenüber ein öffentlich geführtes Register als Rechtsscheinträger, ist es nicht notwendig, dass der Erwerber Einsicht ins Register nimmt; es genügt das abstrakte Vertrauen auf die Richtigkeit des Rechtsscheinträgers.

### Erwerb durch Rechts- und Verkehrsgeschäft
Der Erwerb eines Rechts vom Nichtberechtigten setzt ferner voraus, dass sich Veräußerer und Erwerber darüber einigen, dass letzterer das Recht an der Sache erwerben soll. Diese Einigung muss im Rahmen eines Rechtsgeschäfts erfolgen, da der redliche Erwerb dem Schutz des Geschäftsverkehrs dient. Ausgeschlossen ist ein solcher Erwerb deswegen beim Rechtsübergang kraft Gesetzes, etwa bei einer Erbschaft, sowie beim Erwerb kraft Hoheitsakts, etwa durch Zwangsversteigerung nach § 816 ZPO.
Als ungeschriebene Voraussetzung ist schließlich anerkannt, dass ein Erwerb vom Nichtberechtigten nur bei solchen Rechtsgeschäften in Betracht kommt, die als Verkehrsgeschäfte qualifiziert werden können. Hieran fehlt es, wenn Veräußerer und Erwerber zwar bei juristischer Betrachtung verschieden, bei wirtschaftlicher jedoch identisch sind. So verhält es sich etwa, wenn der alleinige Gesellschafter und Geschäftsführer einer Gesellschaft mit beschränkter Haftung (GmbH) das Eigentum an einer Sache erwerben will, die vermeintlich der GmbH gehört. In dieser Konstellation fehlt es wegen der wirtschaftlichen Identität an einem schutzwürdigen Vertrauen des Erwerbers, das es rechtfertigen könnte, die Rechtsstellung des Eigentümers zu verkürzen. Auch bei Geschäften, die eine Erbfolge vorwegnehmen, liegt kein Verkehrsgeschäft vor. Hierdurch wird vermieden, dass der Erwerber durch die Vorwegnahme besser gestellt wird, als er beim Erbfall stünde, da bei diesem ein redlicher Erwerb bereits mangels Rechtsgeschäfts ausgeschlossen ist.

## Rechtfertigung des Erwerbs vom Nichtberechtigten
Die durch den Erwerb vom Nichtberechtigten begründete Rechtsscheinhaftung steht in einem Spannungsverhältnis zur verfassungsrechtlichen Garantie des Eigentums, die in Deutschland in Art. 14 Abs. 1 GG zum Ausdruck kommt. Der Begriff „Eigentum“ geht in diesem Kontext über das zivilrechtliche Eigentum im Sinne von § 903 S. 1 BGB hinaus und meint alle vermögenswerten Rechtspositionen, die von der Rechtsordnung dem einzelnen in ähnlicher Weise wie das Sacheigentum zur freien Verfügung zugeordnet werden.
Der Entzug einer Rechtsposition zugunsten eines Dritten durch redlichen Erwerb greift in dieses Grundrecht des Eigentümers ein. Allerdings wird der Schutzumfang der Eigentumsgarantie durch kollidierende Gegenrechte beschränkt, was einen Grundrechtseingriff rechtfertigen kann.
Beim redlichen Erwerb steht dem Bestandsinteresse des Inhabers der ebenfalls verfassungsrechtlich durch Art. 20 Abs. 3 GG gewährleistete Schutz des Rechtsverkehrs gegenüber. Zum einen ist der einzelne Erwerber schutzwürdig, wenn er auf einen Rechtsschein vertrauen darf. Zum anderen besteht aus Sicht der Allgemeinheit ein Interesse daran, Abläufe im Rechtsverkehr zu vereinfachen, wozu die Möglichkeit des redlichen Erwerbs beiträgt.
Dieser Interessenkonflikt wird international unterschiedlich aufgelöst. Die meisten Staaten erkennen – wie Deutschland – den redlichen Erwerb an, weil sie dem Schutz des Rechtsverkehrs ein höheres Gewicht beimessen als dem Schutz des Eigentümers. Dieses Abwägungsergebnis rechtfertigt es, dem Rechtsinhaber das Recht ab- und dem Erwerber das Recht zuzusprechen. Bei den Vorschriften über den redlichen Erwerb handelt es sich damit nach deutschem Verfassungsrecht um verhältnismäßige Inhalts- und Schrankenbestimmungen des Eigentums.

## Skizze einschlägiger Vorschriften des deutschen Rechts

### Erwerb des Eigentums an beweglichen Sachen nach §§ 932–936 BGB

#### Rechtsscheintatbestand
Der Erwerb des Eigentums an beweglichen Sachen vom Nichtberechtigten richtet sich nach § 932 bis § 936 BGB. Diese Regeln finden analoge Anwendung auf die Übertragung des Anwartschaftsrechts, da dieses rechtlich eine Vorstufe des Eigentumsrechts darstellt. §§ 932, 934, 935 BGB gelten zudem gemäß § 1207 BGB entsprechend für den gutgläubigen Erwerb vertraglicher Pfandrechte.
Welche Voraussetzungen der für den gutgläubigen Eigentumserwerb erforderliche Rechtsschein erfüllen muss, ist in den § 932 bis § 934 BGB geregelt. Diese Regelungen korrespondieren mit den Übereignungsmöglichkeiten der § 929 bis § 931 BGB.

##### § 932 Abs. 1 BGB
§ 932 Abs. 1 S. 1 BGB verweist auf § 929 S. 1 BGB, der den Eigentumserwerb durch Einigung und Übergabe als Grundfall der Veräußerung beweglicher Sachen regelt. Im Rahmen der Übergabe gibt der Veräußerer seinen Besitz an der Sache vollständig auf und überträgt ihn auf den Erwerber. Dass der Veräußerer die Sache besitzt, begründet aus Sicht des Rechtsverkehrs die berechtigte Erwartung, dass er ihr Eigentümer ist; dies ist Grundlage der Eigentumsvermutung des § 1006 Abs. 1 S. 1 BGB. Aus diesem Grund knüpft § 932 Abs. 1 S. 1 BGB an die Übergabe als Rechtsscheintatbestand an.
Grundsätzlich muss der Erwerber den Besitz vom Veräußerer erlangen, da er andernfalls keinen hinreichenden Anlass hat, auf dessen Eigentum zu vertrauen. Ausnahmsweise genügt die Übergabe durch einen Dritten jedoch im Fall des Geheißerwerbs. Ein solcher Erwerb liegt beispielsweise vor, wenn ein Händler von einem Lieferanten einen Rohstoff erwirbt, den er unmittelbar an einen Abnehmer weiterverkauft. Um die Abwicklung zu vereinfachen, weist der Händler den Lieferanten an, direkt an seinen Abnehmer zu liefern. In der Folge erlangt der Händler keinen Besitz an der Sache, sodass er diese auch nicht übergeben kann. Jedoch kann er dem Erwerber durch die Anweisung des Lieferanten dennoch den Besitz an der Kaufsache verschaffen. Mit dieser Besitzverschaffungsmacht des Veräußerers besteht ein Rechtsschein, der mit dem der Übergabe vergleichbar ist. Aus diesem Grund genügt sie nach allgemeiner Ansicht für den Eigentumserwerb nach § 932 Abs. 1 S. 1 BGB. Dies gilt auch für den umgekehrten Fall, bei dem der Veräußerer die Sache nicht an den Erwerber übergibt, sondern an dessen Geheißperson. Kombiniert man beide Fälle miteinander, ist sogar eine Übereignung möglich, bei der weder der Veräußerer noch der Erwerber je unmittelbaren Besitz innehaben.
§ 932 Abs. 1 S. 2 BGB regelt den gutgläubigen Erwerb im Rahmen der brevi manu traditio nach § 929 S. 2 BGB. Hiernach kann Eigentum bereits durch Einigung erworben werden. Voraussetzung hierfür ist, dass der Erwerber den Besitz an der zu veräußernden Sache zum Zeitpunkt der Einigung bereits innehat. Der Rechtsschein besteht also auch hier in der Besitzverschaffung durch den Veräußerer. Ein Fall der brevi manu traditio liegt etwa vor, wenn jemand eine Sache zunächst mietet und anschließend vom Vermieter erwirbt.

##### § 933 BGB
§ 933 BGB ist einschlägig, wenn eine Sache nach § 930 BGB veräußert werden soll. Gemäß § 930 BGB kann die Übergabe der Sache durch die Vereinbarung eines Besitzmittlungsverhältnisses ersetzt werden, kraft dessen der Veräußerer den unmittelbaren Besitz an der Sache zwar behält, ihn aber für den Erwerber ausübt. Dieser wird hierdurch selbst Eigentümer und mittelbarer Besitzer. Ein Besitzmittlungsverhältnis ist beispielsweise der Leihvertrag (§ 598 BGB): Der Entleiher übt die unmittelbare Sachherrschaft über die Sache aus, tut dies allerdings für den Verleiher, der mangels Zugriffsmöglichkeit seinerseits mittelbarer Besitzer ist.
Ein redlicher Erwerb nach § 933 BGB setzt voraus, dass der Erwerber vom Veräußerer den unmittelbaren Besitz an der Sache erhält. Damit knüpft diese Rechtsnorm an den gleichen Rechtsschein wie § 932 Abs. 1 BGB an. Dies beruht darauf, dass die bloße Vereinbarung eines Besitzkonstituts keinen hinreichenden Rechtsschein begründen kann, da hierbei Besitz beim Veräußerer verbleibt. Damit scheidet insbesondere ein gutgläubiger Erwerb von Sicherungseigentum regelmäßig aus.

##### § 934 BGB
§ 934 BGB verweist auf § 931 BGB, nach dem eine Sache erworben werden kann, die sich im unmittelbaren Besitz eines Dritten befindet. Der Eigentumsübergang vollzieht sich in diesem Fall durch Einigung über den Eigentumsübergang zwischen Veräußerer und Erwerber sowie durch Abtretung des Herausgabeanspruchs, der dem Veräußerer gegenüber dem Dritten zusteht. Will etwa ein Vermieter eine vermietete Sache übereignen, ohne den Dritten (den Mieter) in die Abwicklung miteinzubeziehen, kann er seinen mietrechtlichen Herausgabeanspruch an den Erwerber abtreten, wodurch dieser Eigentum erwirbt. Die Regelung des § 934 BGB unterscheidet zwei Fallkonstellationen.
Variante 1 ist im skizzierten Fall einschlägig, in dem der Dritte für den Veräußerer besitzt. Wie bei § 931 BGB vollzieht sich der Erwerb dadurch, dass der Veräußerer seinen Herausgabeanspruch gegen den Dritten auf den Erwerber überträgt. Damit genügt es anders als bei §§ 932, 933 BGB, wenn der Veräußerer dem Erwerber lediglich mittelbaren Besitz verschafft. Der tatbestandsmäßige Rechtsschein ist also ein schwächerer.
Dieser Umstand wird in der Rechtswissenschaft kontrovers diskutiert, da er zu Resultaten führen kann, die unstimmig erscheinen können. Dies lässt sich durch den prominenten Fräsmaschinen-Fall veranschaulichen, in dem durch mehrfache Veräußerung einer Sache mehrere Gutglaubensvorschriften zusammentrafen: Zunächst wurde eine Maschine unter Eigentumsvorbehalt verkauft und dem Käufer übergeben. Dieser veräußerte die Maschine vor Kaufpreiszahlung an einen gutgläubigen Dritten als Sicherungseigentum weiter. Dieser veräußerte die Maschine an einen weiteren Erwerber, indem er diesem seinen aus der Sicherungsabrede herrührenden Herausgabeanspruch gegen den Vorbehaltskäufer abtrat. Die Maschine befand sich durchgängig im unmittelbaren Besitz des Vorbehaltskäufers. Während die Übereignung nach § 933 BGB mangels Übergabe scheiterte, gelang die zweite, weil § 934 Alt. 1 BGB keine Übergabe fordert.
An diesem Ergebnis wird kritisiert, dass es nicht überzeugend sei, den Eigentümer durch den schwachen Rechtsschein des mittelbaren Besitzes aus seiner Eigentumsposition zu verdrängen. Schließlich vertrauten Eigentümer und Erwerber gleichermaßen auf die Besitzmittlung durch den Vorbehaltskäufer, sodass der Erwerber keine stärkere Besitzposition erwarb als der Eigentümer. Um dieser Kritik abzuhelfen, wurden im Schrifttum Argumentationen entwickelt, die die Wirkung des § 934 Alt. 1 BGB einzuschränken helfen. Als Beispiel sei die Lehre vom Nebenbesitz genannt, nach der ein redlicher Erwerb nach § 934 Alt. 1 BGB zusätzlich voraussetzt, dass der Erwerber eine stärkere Besitzposition als der Eigentümer erlangt. Die Rechtsprechung lehnte eine Einschränkung der Norm allerdings bislang ab, da der Gesetzgeber bewusst unterschiedliche Voraussetzungen für die §§ 933, 934 Alt. 1 BGB geschaffen habe: Bei erstgenannter Norm werde neuer Besitz geschaffen, während im Fall des § 934 Alt. 1 BGB bestehender mittelbarer Besitz auf den Erwerber übertragen werde. Für eine Rechtsfortbildung sei daher kein Raum.
Die zweite Alternative des § 934 BGB kommt zum Tragen, wenn der Veräußerer die zu übereignenden Sache zwar nicht besitzt, er auf diese jedoch einen gesetzlichen Herausgabeanspruch hat, etwa aus Bereicherungs- oder Deliktsrecht. In diesem Fall wird der Erwerber Eigentümer, wenn der unmittelbare Besitzer der Sache ihm den Besitz an dieser verschafft.

#### Gutgläubigkeit des Erwerbers, § 932 Abs. 2 BGB

##### Grundsätzliche Anforderungen
Gemäß § 932 Abs. 2 BGB ist der Erwerber nicht gutgläubig, wenn er entweder weiß, dass der Veräußerer nicht Eigentümer der Sache ist oder dies grob fahrlässig verkennt. Die negative Formulierung der Vorschrift weist dem Eigentümer die Beweislast für die Bösgläubigkeit des Erwerbers zu.
Grob fahrlässig handelt, wer die verkehrsübliche Sorgfalt in besonders schwerwiegendem Ausmaß missachtet. Der Erwerber muss also Umstände verkennen, die sich jedem allgemeinen Betrachter aufdrängen würden. Solche Umstände können beispielsweise die Übereignung an einem ungewöhnlichen Ort oder ein Verkauf deutlich unter Wert darstellen. Grobe Fahrlässigkeit liegt auch dann nahe, wenn jemand von einer überschuldeten Person Eigentum erwerben will, ohne sich trotz Kenntnis der Überschuldung darüber zu vergewissern, ob die Sache nicht bereits an einen Dritten zur Sicherheit übereignet worden ist. Beim Gebrauchtwagenerwerb geht die Rechtsprechung regelmäßig von Bösgläubigkeit aus, wenn sich der Erwerber nicht mithilfe der Zulassungsbescheinigung Teil II (vulgo: Fahrzeugbrief) darüber vergewissert, dass der Veräußerer Eigentümer ist. Bei Neuwagen kann sich eine solche Prüfpflicht ergeben, wenn Indizien hinzutreten, die ernsthafte Zweifel an der Rechtsstellung des Veräußerers aufkommen lassen.
Der für die Gutgläubigkeit maßgebliche Zeitpunkt ist der, in dem der Rechtserwerb vollendet wird. Dies ist meist der Fall, wenn die Sache übergeben wird. Ist eine Übergabe entbehrlich, wird im Fall des § 929 S. 2 BGB auf die Einigung und in den Fällen der §§ 933, 934 BGB auf die Abtretungshandlung beziehungsweise den Besitzerwerb abgestellt. Bei der Übereignung einer Sache unter Eigentumsvorbehalt ist der Zeitpunkt entscheidend, in dem der Erwerber nach § 161 Abs. 1 S. 1 BGB seine Anwartschaft auf das Eigentum erlangt.

##### Handelsrechtliche Modifikation durch § 366 HGB
Unter Kaufleuten ist es gängig, fremde Gegenstände auf Grundlage einer Ermächtigung zu veräußern, etwa im Rahmen einer Verkaufskommission oder eines verlängerten Eigentumsvorbehalts. Vor diesem Hintergrund ist dem Erwerber regelmäßig bekannt, dass der Veräußerer nicht Eigentümer ist, weshalb er bösgläubig im Sinne des § 932 Abs. 2 BGB ist. Um einen effektiven Redlichkeitsschutz auch im Handelsverkehr zu gewährleisten, reduziert § 366 Abs. 1 HGB für den Erwerb von einem Kaufmann die Anforderungen an die Gutgläubigkeit: Anstelle des guten Glaubens an das Eigentum des Veräußerers genügt bereits der gute Glaube an dessen Verfügungsbefugnis.

#### Ausschluss des gutgläubigen Erwerbs, § 935 BGB

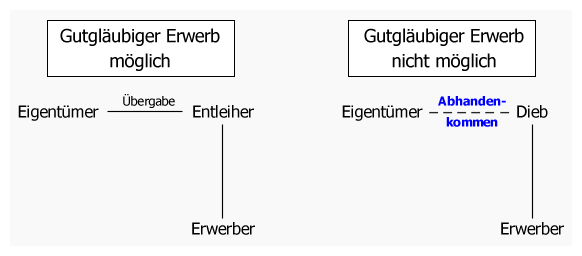
Schematische Darstellung der Wirkung des § 935 Abs. 1 BGB

§ 935 Abs. 1 BGB verhindert den gutgläubigen Erwerb einer Sache, wenn diese dem Eigentümer gestohlen wurde, er sie verloren hat oder sie ihm in sonstiger Weise abhandengekommen ist. Diesen drei Varianten ist gemeinsam, dass der Eigentümer den unmittelbaren Besitz unfreiwillig einbüßt, sodass ihm der zugunsten des Veräußerers bestehende Rechtsschein nicht zugerechnet werden kann. Die historischen Wurzeln des § 935 Abs. 1 BGB liegen im germanischen Recht, das dem Eigentümer nur für abhandengekommene Sachen einen Herausgabeanspruch gegen Dritte zubilligte.
Für die Beurteilung des Abhandenkommens ist aus Gründen des Verkehrsschutzes der tatsächliche Wille des Eigentümers maßgeblich. Daher liegt sogar bei täuschungs- oder irrtumsbedingter Weggabe einer Sache eine freiwillige Besitzaufgabe vor, weshalb § 935 Abs. 1 BGB keine Anwendung findet. Ein Geschäftsunfähiger kann demgegenüber im Regelfall keinen rechtlich relevanten Willen zur Besitzaufgabe bilden, weshalb ihm eine Sache auch dann abhandenkommt, wenn er sie freiwillig weggibt. Besitzt jemand als mittelbarer Besitzer eine Sache für den Eigentümer, etwa als Mieter, kommt es gemäß § 935 Abs. 1 S. 2 BGB auf dessen Willen an. Anders verhält es sich nach herrschender Meinung beim Besitzdiener: Da dieser gemäß § 855 BGB keinen eigenen Besitz hat, ist der Besitzwille seines Besitzherrn maßgeblich. Nimmt ein anderer als der Erbe einen Nachlassgegenstand an sich, kommt dieser dem Erben abhanden, da dieser gemäß § 857 BGB Erbenbesitz am gesamten Nachlass hat.
Gemäß § 935 Abs. 2 BGB steht das Abhandenkommen dem gutgläubigen Erwerb von Bargeld oder Inhaberpapieren nicht entgegen. Dies rechtfertigt sich durch das gesteigerte Interesse des Rechtsverkehrs an der uneingeschränkten Zirkulationsfähigkeit dieser Gegenstände. Daher misst das Gesetz hier selbst im Fall des unfreiwilligen Besitzverlusts dem Verkehrsschutz größere Bedeutung als dem Eigentümerschutz zu und verzichtet auf das Zurechenbarkeitserfordernis. § 935 Abs. 2 BGB lässt den gutgläubigen Erwerb einer abhandengekommenen Sache zudem zu, wenn diese im Rahmen einer öffentlichen Versteigerung im Sinne des § 383 Abs. 3 S. 1 BGB erworben wird. Dies rechtfertigt sich dadurch, dass das unter hoheitlicher Aufsicht vorgenommene Auktionsverfahren besonders vertrauenswürdig erscheint.
Scheitert ein rechtsgeschäftlicher Eigentumserwerb an § 935 Abs. 1 BGB, verbleibt dem Erwerber die Möglichkeit, gemäß § 937 Abs. 1 BGB Eigentum durch Ersitzung erwerben. Hierdurch wird vermieden, dass Eigentum und Besitz dauerhaft auseinanderfallen, wodurch die Rechtssicherheit gestärkt wird. Ersitzung setzt voraus, dass der Ersitzende die Sache zehn Jahre in Eigenbesitz hat und gutgläubig bezüglich seines vermeintlichen Eigentums ist.

#### Gutgläubiger lastenfreier Erwerb, § 936 BGB
Erwirbt jemand eine Sache von einem Berechtigten oder einem Nichtberechtigten, ist er der Gefahr ausgesetzt, dass diese Sache durch Rechte Dritter belastet ist. Solche Belastungen, die den Wert der erworbenen Sache für ihren neuen Eigentümer deutlich mindern können, stellen beispielsweise Nießbrauchs- und Pfandrechte dar. § 936 Abs. 1 BGB beschränkt diese Gefahr in Anlehnung an Art. 306 Abs. 2, 4 ADHGB zugunsten des Erwerbers, indem er solche Belastungen unter bestimmten Voraussetzungen aufhebt.
Die Anforderungen an einen gutgläubigen lastenfreien Erwerb richten sich nach den Vorschriften über den Eigentumserwerb. Damit knüpft § 936 BGB an denselben Rechtsscheinträger an, den Besitz. Erfordert bereits der Eigentumserwerb, dass die Sache dem Erwerber übergeben wird, treten für den gutgläubigen lastenfreien Erwerb keine zusätzlichen Voraussetzungen hinzu, da die Besitzverschaffung einen hinreichend starken Rechtsschein darstellt. Bei den Erwerbstatbeständen, die demgegenüber ohne eine Übergabe auskommen, muss der Erwerber zusätzlich den Besitz an der Sache erlangen, da erst hierdurch der gute Glaube des Erwerbers schutzwürdig wird.
Gutgläubigkeit setzt voraus, dass der Erwerber weder erkennt noch grob fahrlässig verkennt, dass die Sache nicht durch ein fremdes Recht belastet ist. Kenntnis liegt auch dann vor, wenn der Erwerber zwar um die Belastung weiß, jedoch über deren Höhe irrt. Beim Erwerb einer Sache, die mit einem Vermieterpfandrecht (§ 562 BGB) belastet ist, bejaht die vorherrschende Auffassung eine grob fahrlässige Kenntnis bereits dann, wenn die Sache erkennbar in eine gemietete Räumlichkeit eingebracht worden ist und der Erwerber um das Mietverhältnis weiß. Dies beruht darauf, dass nur wenige Voraussetzungen erfüllt sein müssen, damit ein solches Pfandrecht entsteht. Deswegen ist das Bestehen eines Pfandrechts derart wahrscheinlich, dass sich der Erwerber danach erkundigen muss, ob ein Pfandrecht besteht.
Nach allgemeiner Ansicht ist der gutgläubige lastenfreie Erwerb analog § 935 BGB ausgeschlossen, wenn die Sache dem Dritten abhandengekommen ist. Dies beruht auf der Überlegung, dass der Inhaber eines von § 936 BGB erfassten Rechts in vergleichbarer Weise schutzwürdig ist wie der Eigentümer.

#### Rückerwerb vom Nichtberechtigten
Uneinigkeit besteht in der Lehre hinsichtlich der Frage, wie ein gutgläubiger Erwerb rückabgewickelt wird. Dies wird beispielsweise notwendig, wenn jemand während eines Kaufs gutgläubig erwirbt, von diesem Vertrag jedoch später wegen eines Sach- oder Rechtsmangels zurücktritt. Gemäß § 346 Abs. 1 BGB verpflichtet dies den Erwerber, die erworbene Sache an den Veräußerer zurück zu übereignen. Hierdurch kann bei strikter Anwendung des Gesetzes der nichtberechtigte Veräußerer Eigentum an der Kaufsache erwerben, die er zuvor als Nichtberechtigter veräußert hatte. Dadurch erlangt er durch die Rückabwicklung eine bessere Stellung, als er sie vormals innegehabt hatte.
Dieses Ergebnis halten einige Stimmen für ungerecht. Stattdessen schlagen sie vor, dass der ursprüngliche Eigentümer durch die Rückabwicklung Eigentum an der Sache erwirbt. Begründet wird dies zum einen damit, dass ein Eigentumserwerb des unter Umständen von vornherein bösgläubigen Nichtberechtigten ein unangemessenes Ergebnis zeitigte. Zudem bezwecken die §§ 932–934 BGB nur den Schutz des gutgläubigen Erwerbers, nicht jedoch den des nichtberechtigten Veräußerers. Dieser dürfe daher nicht von den Regelungen des gutgläubigen Erwerbs profitieren.
Nach der Gegenauffassung, die auch die Rechtsprechung vertritt, erwirbt der Nichtberechtigte Eigentum von seinem Vertragspartner. Dies ergebe sich aus der Relativität der Schuldverhältnisse. Danach wirken Rechte und Pflichten aus einem Schuldverhältnis grundsätzlich lediglich zwischen den Parteien, nicht jedoch gegenüber Dritten. Da der ehemalige Eigentümer der Sache nicht in das Rückabwicklungsschuldverhältnis involviert ist, kann seine Rechtsstellung durch dieses nicht beeinflusst werden. Zudem verstoße ein Erwerb des früheren Eigentümers gegen das Abstraktionsprinzip. Daher stehe dem früheren Eigentümer lediglich ein Schadensersatzanspruch gegen den nichtberechtigten Veräußerer zu, der sich auf Naturalrestitution in Form von Rückübereignung richtet.

### Erwerb von Rechten an unbeweglichen Sachen nach §§ 892, 893 BGB
Gemäß § 892 BGB können sämtliche Rechte von einem Nichtberechtigten erworben werden, die durch Eintragung ins Grundbuch Wirksamkeit erlangen. Hierzu zählen neben dem Grundstückseigentum beispielsweise die Grunddienstbarkeit, die Hypothek, die Grundschuld sowie die Vormerkung. § 893 BGB erstreckt diese Regelung auf andere Verfügungen, etwa die Rangänderung nach § 880 BGB.

#### Vorliegen eines Rechtsscheintatbestands: Eintragung des Veräußerers ins Grundbuch
Für Rechte an unbeweglichen Sachen ist das Grundbuch der Rechtsscheinträger, da gemäß § 891 BGB eine Vermutung für dessen Richtigkeit spricht. Folge setzt ein redlicher Erwerb gemäß § 892 Abs. 1 S. 1 BGB voraus, dass der Veräußerer als Rechtsinhaber im Grundbuch eingetragen ist.
Der Anwendungsbereich des § 892 BGB wird für den Erbfall durch § 40 GBO erweitert: Stirbt der fälschlicherweise im Grundbuch als Inhaber eines Grundstücksrechts eingetragene Erblasser, tritt gemäß § 1922 Abs. 1 BGB der Erbe an seine Stelle. Veräußert dieser das Grundstück an einen Dritten, so käme nach § 892 BGB ein redlicher Erwerb nicht in Betracht, wenn weiterhin der Erblasser als Rechtsinhaber ins Grundbuch eingetragen ist. § 40 GBO ermöglicht jedoch den redlichen Erwerb vom Erben, indem er es für entbehrlich erklärt, dass der Erbe eingetragen wird.
Der am 1. Oktober 2009 eingeführte § 899a BGB erstreckt die Richtigkeitsvermutung des Grundbuchs auf die dort eingetragenen Gesellschafter einer Gesellschaft bürgerlichen Rechts (GbR). Erwirbt eine GbR ein Recht, sind ihre Gesellschafter gemäß § 47 Abs. 2 GBO ins Grundbuch einzutragen. § 899a BGB stellt die Vermutung auf, dass die im Grundbuch angegebenen Gesellschafter die einzigen Gesellschafter der eingetragenen GbR sind. Von Bedeutung ist diese Vermutung, wenn nachträglich Gesellschafter aus der GbR aus- oder in diese eintreten, dieser Mitgliederwechsel jedoch nicht ins Grundbuch eintragen wird. Handelt nun eine Person, die fälschlich als Gesellschafter ins Grundbuch eingetragen ist, rechtsgeschäftlich für die GbR, kann die Anwendung des § 899a BGB dazu führen, dass die GbR als wirksam vertreten gilt. § 899a BGB schützt also den guten Glauben an eine Vertretungsmacht.
Die Richtigkeitsvermutung des § 891 BGB wird gemäß § 892 Abs. 1 S. 2 BGB dadurch entkräftet, dass zugunsten des Berechtigten nach Maßgabe des § 899 BGB ein Widerspruch ins Grundbuch eingetragen wird. Der Widerspruch wendet sich gegen die zurzeit im Grundbuch eingetragene Rechtslage. Er zerstört den Rechtsschein des Grundbuchs, unabhängig davon, ob der Erwerber ins Grundbuch Einsicht nimmt und so von ihm erfährt. Allerdings kann der Eintrag eines Widerspruchs im Einzelfall seinen Dienst versagen. So argumentiert die heute herrschende Meinung – gegen eine Entscheidung des Reichsgerichts gewandt – dass ein Widerspruch selbst innerhalb einer Veräußerungskette fehlgehen kann. Dies bezieht sich auf einen Fall, in welchem der Bucheigentümer zunächst dem Unredlichen eine Hypothek bestellt und später für den wahren Eigentümer einen Widerspruch gegen das ausgewiesene Eigentum eintragen lässt. Danach tritt der unredliche Hypothekengläubiger die Hypothek an einen redlichen Dritten ab, der gegen den inzwischen eingetragenen wahren Eigentümer vorgeht, was ihm aufgrund redlichen Erwerbs gelingt. Der Rechtsschein des Grundbuchs ist ferner zerstört, wenn ein Recht mehrfach zugunsten verschiedener Personen eingetragen ist. In diesem Fall ist das Grundbuch erkennbar widersprüchlich, weshalb kein schutzwürdiges Vertrauen auf seine Richtigkeit bestehen kann.
Schließlich wird der Rechtsschein des Grundbuchs in Bezug auf verbriefte Grundpfandrechte gemäß § 1140 BGB dadurch zerstört, dass Brief und Grundbuch sich widersprechende Angaben enthalten.

#### Redlichkeit des Erwerbers
Die Anforderungen an die Redlichkeit sind beim Erwerb nach § 892 BGB im Vergleich zum Erwerb nach §§ 932 ff. BGB reduziert: Ein Erwerb scheidet lediglich dann aus, wenn der Erwerber positive Kenntnis von der Unrichtigkeit des Grundbuchs hat. Anders als beim gutgläubigen Erwerb beweglicher Sachen steht grobe Fahrlässigkeit dem Erwerb damit nicht entgegen. Somit ist der Erwerber einer unbeweglichen Sache bei Zweifeln an der Richtigkeit des Grundbuchs auch nicht zu entsprechenden Nachforschungen verpflichtet. Dieser Unterschied ist auf den öffentlichen Glauben des Grundbuchs zurückzuführen, der ein mächtigerer Rechtsscheinträger als der Besitz ist.
Die Redlichkeit des Erwerbers muss wie beim Erwerb beweglicher Sachen bis zum letzten Akt des Erwerbs fortbestehen, regelmäßig also bis zu seiner Eintragung ins Grundbuch. Da sich Verzögerungen auf Seiten des Grundbuchamts allerdings nicht zulasten des Antragstellers auswirken sollen, ist gemäß § 892 Abs. 2 BGB der Zeitpunkt der Antragstellung ausschlaggebend, wenn zum Erwerb lediglich die Eintragung des Erwerbers ins Grundbuch fehlt.

### Erwerb kraft Erbscheins nach § 2366 BGB

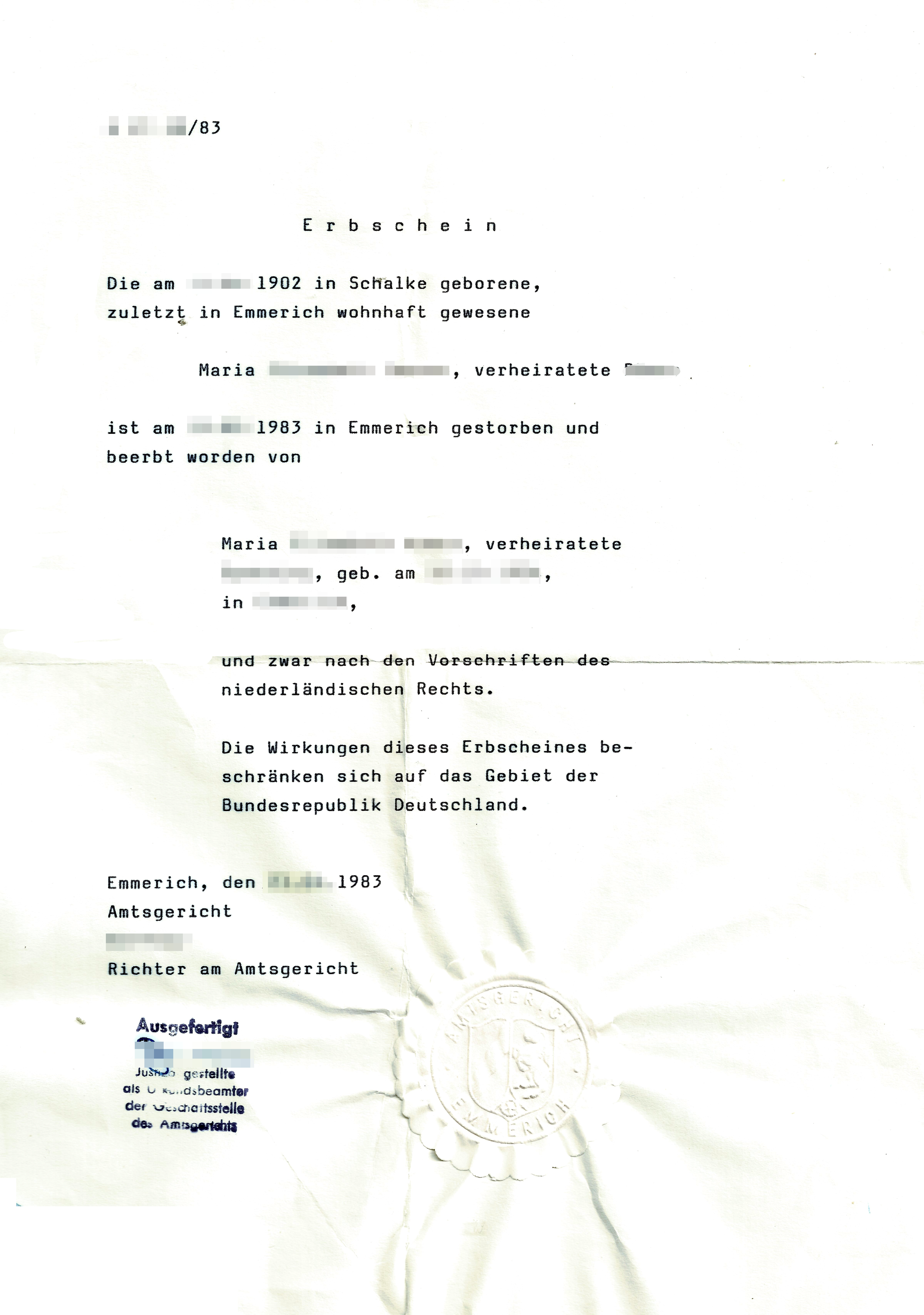
Erbschein

Die Regelungstechnik des Erbscheins unterscheidet sich von der anderer Rechtsscheinsträger: Gemäß § 2365 BGB wird vermutet, dass derjenige Erbe ist, der im Erbschein als solcher ausgewiesen ist; es besteht also ein öffentlicher Glaube bezüglich der Richtigkeit des Erbscheins. Damit trifft der Erbschein anders als der Besitz und das Grundbuch keine Aussage über die Verfügungsberechtigung des Veräußerers. Vielmehr führt er dazu, dass der Erwerb vom im Erbschein als Erbe bezeichneten Nichterben (Scheinerben) wie der Erwerb vom wahren Erben behandelt wird. In der Folge können Dritte gemäß § 2366 BGB von demjenigen redlich Nachlassgegenstände erwerben, der fälschlich durch den Erbschein als Erbe ausgewiesen wird. Dies erfolgt nach Maßgabe derjenigen Vorschriften, die für die Übertragung des jeweiligen Nachlassgegenstands einschlägig sind. So können etwa gemäß § 2366 in Verbindung mit § 929 BGB bewegliche und in Verbindung mit § 873, § 925 BGB unbewegliche Sachen erworben werden. Forderungen können nach § 2366, § 398 BGB vom Scheinerben erworben werden. § 2366 BGB kann zudem mit anderen Vorschriften über den Erwerb vom Nichtberechtigten kombiniert werden, was den Erwerb von Sachen ermöglicht, die nur scheinbar im Eigentum des Erblassers stehen.
Bezüglich der Redlichkeit setzt § 2366 BGB voraus, dass der Erwerber weder weiß, dass das der Erbschein unrichtig ist, noch, dass das Nachlassgericht den Erbschein wegen seiner Unrichtigkeit zurückgefordert hat.
Umstritten ist, welche Anforderungen an die Kausalität des Rechtsscheinträgers für den Erwerbsvorgang anzulegen sind. Nach herrschender Meinung ist es wegen des öffentlichen Glaubens des Erbscheins nicht notwendig, dass der Erwerber Kenntnis vom Erbschein hat.
Ähnlich wie beim Grundbuch ist ein redlicher Erwerb ausgeschlossen, wenn mehrere sich inhaltlich widersprechende Scheine existieren, da die Richtigkeitsvermutung des § 2365 BGB in diesem Fall widerlegt ist.
Die Vorschriften über den öffentlichen Glauben des Erbscheins finden entsprechende Anwendung auf das Testamentsvollstreckerzeugnis (§ 2368 BGB) und auf die Todeserklärung (§ 2370 BGB).

### Erwerb eines GmbH-Geschäftsanteils nach § 16 Abs. 3 GmbHG
Seit der Reform des GmbH-Rechts vom 1. November 2008 können gemäß § 16 Abs. 3 GmbHG Geschäftsanteile einer GmbH von einem Nichtberechtigten erworben oder durch ein Pfandrecht belastet werden.
Wie §§ 892 f. BGB knüpft § 16 Abs. 3 GmbHG an ein öffentliches Register an. Maßgeblicher Rechtsschein ist die beim Handelsregister eingereichte Gesellschafterliste. Der Veräußerer muss also fälschlicherweise als Inhaber des zu übertragenden GmbH-Anteils in der Gesellschafterliste eingetragen sein.
Anders als §§ 892 f. BGB setzt § 16 Abs. 3 GmbHG für grundsätzlich voraus, dass der Rechtsschein, der von der fehlerhaften Liste ausgeht, dem Inhaber des Anteils zurechenbar ist. Dies soll den Umstand ausgleichen, dass der Rechtsschein der Gesellschafterliste schwächer als der einer Grundbucheintragung ist, weil die Gesellschafterliste von der Gesellschaft gepflegt und vom Handelsregister lediglich verwahrt wird. Allerdings ermöglicht § 16 Abs. 3 GmbHG auch bei fehlender Zurechenbarkeit einen gutgläubigen Erwerb, wenn die Gesellschafterliste bereits seit mehr als drei Jahren unrichtig ist. Damit kombiniert die Vorschrift das Risikoprinzip mit einer reinen Rechtsscheinhaftung. Der Anteilsinhaber kann den Rechtsschein einer fehlerhaften Gesellschafterliste zerstören, indem er einen Widerspruch gegen deren Richtigkeit ins Handelsregister einträgt.
Mit dem im Vergleich zu Grundbuch und Erbschein schwächeren Rechtsschein der Gesellschafterliste korrespondiert eine strengere Anforderung an die Redlichkeit: Der Erwerber darf die Unrichtigkeit der Gesellschafterliste weder kennen, noch grob fahrlässig verkennen.

### Ansprüche des früheren Rechtsinhabers
Verliert jemand durch redlichen Erwerb eine Rechtsposition, stehen ihm verschiedene Ausgleichsansprüche gegen den Veräußerer zu. Diese können nach ihren Anspruchszielen systematisiert werden: Zum einen kann der frühere Rechtsinhaber Wertersatz für den Verlust seines Rechts fordern. Zum anderen kann er ein Interesse daran haben, vom Verfügenden den durch die Verfügung erzielten Erlös herauszuverlangen, etwa weil dieser den Wert der Sache übersteigt.

#### Schadensersatz
Bestand zwischen Veräußerer und früherem Rechtsinhaber ein Vertragsverhältnis, kann sich ein Anspruch aus der Verletzung einer Vertragspflicht ergeben. So kann etwa der Vermieter vom Mieter Schadensersatz wegen der Verletzung der vertraglichen Herausgabepflicht verlangen, wenn der Mieter die Mietsache an einen Redlichen veräußert. Daneben kann der Betroffene einen Anspruch aus Geschäftsführung ohne Auftrag geltend machen. Dieses gesetzliche Schuldverhältnis entsteht, wenn jemand bewusst in einem fremden Interessenkreis tätig wird; etwa durch Verfügung über ein fremdes Recht. Da diese Verfügung ohne Willen des Rechtsinhabers erfolgt, schuldet der Veräußerer nach § 678 BGB Schadensersatz. Weitere Schadensersatzansprüche ergeben sich aus Deliktsrecht.

#### Erlösherausgabe
Sofern zwischen den Parteien ein Schuldverhältnis bestand, kann der frühere Rechtsinhaber über § 285 BGB den Erlös der Sache herausverlangen. Ein ähnlicher Anspruch ergibt sich aus Geschäftsführung ohne Auftrag, wenn der Verfügende wusste, dass er eine fremde Sache veräußerte. Nach einer Auffassung, die von der Rechtsprechung geteilt wird, kann der frühere Rechtsinhaber ferner über die bereicherungsrechtliche Norm des § 816 Abs. 1 S. 1 BGB vom Veräußerer die Herausgabe des Weiterveräußerungserlöses verlangen.

#### Sonderfall: Unentgeltliche Veräußerung
Erfolgt die Veräußerung unentgeltlich, kann der frühere Inhaber des Rechts ausnahmsweise auch gegen den Erwerber vorgehen: Nach § 816 Abs. 1 S. 2 BGB kann er die Herausgabe der Sache fordern. Diese Regelung ist auf die Überlegung zurückzuführen, dass der unentgeltliche Erwerber in geringerem Maße schutzwürdig ist als ein entgeltlicher Erwerber, da er für den Eigentumserwerb keine Gegenleistung erbracht hat. Daher erwirbt er zwar dinglich wirksam ein Recht, dieses kann jedoch von seinem früheren Inhaber zurückgefordert werden. Ausnahmsweise werden die dinglichen Gutglaubensvorschriften schuldrechtlich korrigiert. Im Ergebnis steht der unentgeltliche Erwerber schlechter als der entgeltliche Erwerber.
Während bereits das Reichsgericht Überlegungen anstellte, dem unentgeltlichen Erwerb den rechtsgrundlosen gleichzustellen, schloss sich der Bundesgerichtshof einer entsprechenden Anwendung des § 816 Abs. 1 S. 2 BGB nicht an, da der Erwerber tatsächlich ja ein Vermögensopfer erbracht habe, wenngleich auch ohne Rechtsgrund.